# Bindo Altoviti
Bindo Altoviti (geboren am 26. November 1491 in Rom; gestorben am 22. Januar 1557 ebenda) war ein italienischer Bankier und Kunstmäzen, der aus einer angesehenen Familie des Florentiner Adels entstammte.

## Leben
Altoviti war ein Sohn des Antonio Altoviti. Im Alter von sechzehn Jahren verlor er seinen Vater, der das Bankgeschäft der Familie aufgebaut hatte und von Florenz nach Rom umgezogen war. Dort hatte er im Jahr 1487 Dianora di Clarenza Cibo, die Nichte von Innozenz VIII., geheiratet. Der Vater bekleidete das Amt des päpstlichen Schatz- oder Münzmeisters. In Rom nahmen die neuen Bankhäuser der Altoviti und Chigi den Platz der Medici in der Kurie ein. Antonio Altoviti betrieb bereits seit einiger Zeit eine Bank in Rom und unterhielt Filialen in England, Flandern und Frankreich. Sein Einfluss hatte sich durch die Heirat unter Innocenz VIII. vergrößert.
Altoviti vermehrte den ererbten Reichtum, erweiterte das Geschäft und nutzte die schlechten Geschäftsbeziehungen zwischen den Medici und der römischen Kurie aus. Das väterliche Geschäft nahe der Ponte S. Angelo hatte er 1513 restaurieren und vergrößern lassen. An der dem Tiber zugewandten Seite befand sich eine Ladenzeile, die an Handwerker vermietet wurde. Er heiratete die aus einer florentinischen Adelsfamilie stammende Fiammetta Soderini. Am 24. Mai 1529 wurde er zum Generalkommissar für die Erhebung der Steuern der Apostolischen Kammer ernannt und erhielt den Salzvertrag für die Marken und das Gebiet von Spoleto. Am 20. Januar 1525 ernannte ihn der Papst zum Eintreiber außerordentlicher Steuern, um die die Kosten für die Feierlichkeiten zu Ehren des Besuchs Kaiser Karls V. in Rom abzudecken. Altoviti fungierte zudem als Verwalter des Geldes der Dombauhütte von St. Peter und erteilte 1540 einen Auftrag zum Transport großer Baumstämmen aus den Tannenwäldern von Camaldoli nach Rom. Zu seinen Kunden zählten der Herzog Karl von Savoyen und König Heinrich II. von Frankreich, dem er im Januar 1526 ein Darlehen von 300.000 Scudi zu einem Zinssatz von 16 % gewährte. Sein Interesse galt stets der väterlichen Heimat Florenz und er wandte sich um 1530 gegen die Medici, als diese dorthin zurückkehrten. Er erreichte 1534 den Höhepunkt seines Reichtums, als Paul III. aus dem Hause Farnese zum Papst ernannt wurde. Als Beweis für seine Loyalität zu diesem Hause, ließ er die Fassade seines eigenen Hauses mit einem Bildnis des Papstes versehen. Nach dem Tod des Papstes kam es zum Eklat zwischen Altoviti und Cosimo I. de’ Medici, der sein Vermögen und seine Besitzungen in Florenz und 1555 auch die Mitgift seiner Frau Fiammetta beschlagnahmte, da Altoviti die florentinischen Exilanten unterstützte und sein Sohn Giovanni Battista sich mit Piero Strozzi den Franzosen angeschlossen hatte.

## Büste und Gemälde
Als Mäzen unterhielt Altoviti Beziehung zu Künstlern wie Benvenuto Cellini, Michelangelo, Raffael oder Giorgio Vasari. Raffael fertigte für ihn die „Madonna dell’Impannata“ und  Michelangelo schenkte ihm mehrere Kartons zu seinen Fresken in der Sistina. Vasari schuf für ihn unter anderem eine „Kreuzabnahme“ und „Allegorie der unbefleckten Empfängnis“. Benvenuto Cellini stellte eine Bronzebüste von ihm her. Er sammelte zudem Bücher und unterstützte Dichter und Humanisten.
Es gibt mehrere Kunstwerke, die Altoviti abbilden. Auf dem Gemälde, dass Raffael von ihm angefertigt haben soll, und dass in der Münchner Gemäldegalerie aufbewahrt wurde, zeigt einen eleganten jungen Mann mit energischen und strengen Charakterzügen (kam nach 1936 in die National Gallery of Art). Vasari bezeugte ausdrücklich, dass Raffael das Bildnis des Bindo Altoviti angefertigt habe. Das Porträt befand sich bis 1808 in der Casa Altoviti in Florenz. Hier wurde es durch Johann Georg von Dillis für 49000 Lire für den Kronprinzen Ludwig von Bayern erworben. So liegt die Vermutung nahe, dass es sich bei dem Münchener Bild um das von Raffael handelt. Es gab aber auch Stimmen, die sich dagegen aussprachen. Giovanni Morelli hatte Bedenken, sowohl was die dargestellte Person, als auch den Künstler angeht. Adolf Bayersdorfer schrieb das Bildnis eher dem Giulio Romano zu und Carl Friedrich von Rumohr meinte, dass es ein Selbstbildnis Raffales sei. Es befand sich 250 Jahre lang im Besitz der Familie Altoviti.

Porträt um 1515 Raffael zugeschrieben
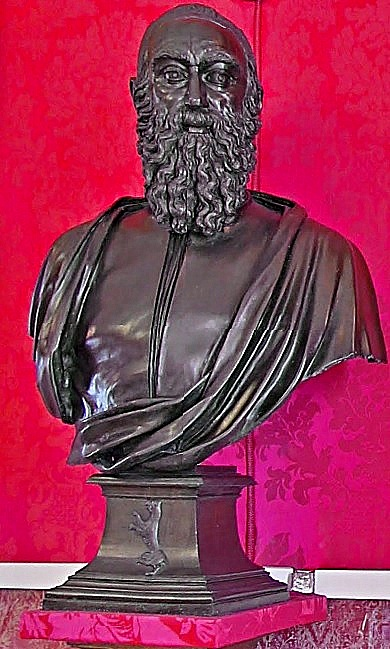
Büste von Benvenuto Cellini
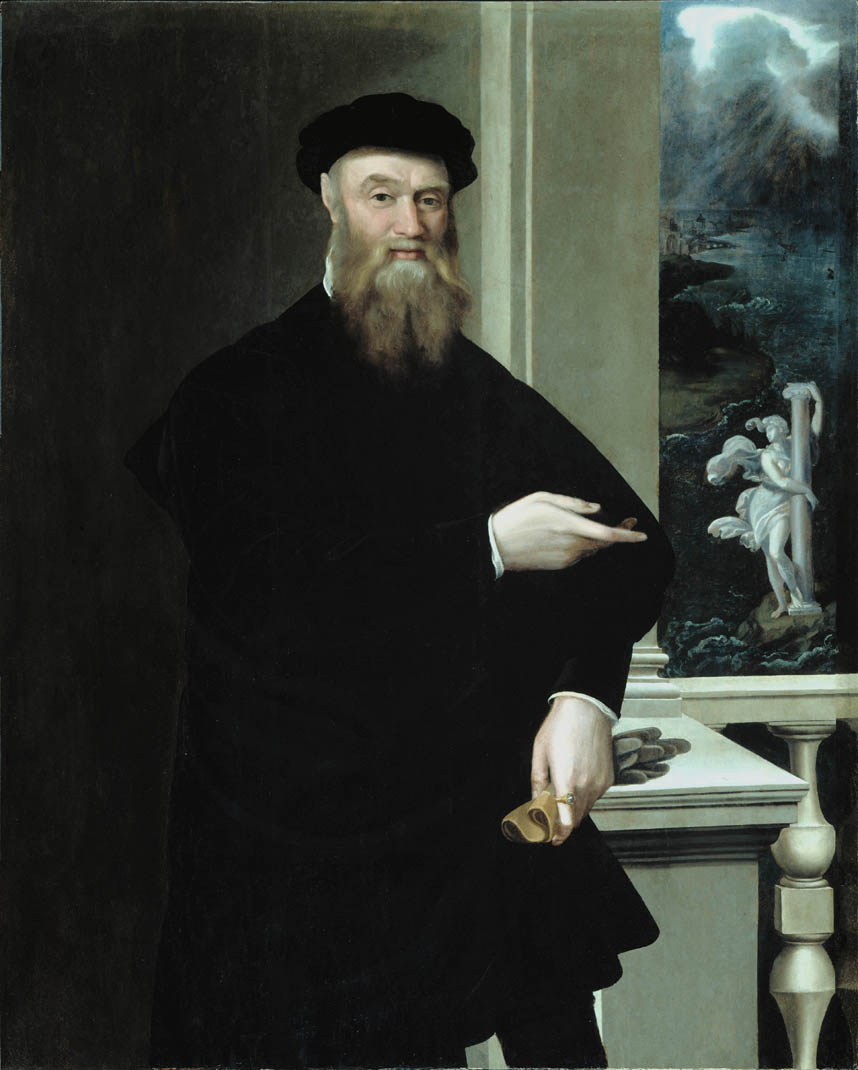
Porträt um 1550 Jacopino del Conte

## Familie
Aus der Ehe mit Fiammetta Soderini (* 1497) gingen mehrere Kinder hervor:
- Marietta Altoviti ⚭ 1542 mit Giovan Battista Strozzi (5. März 1505–17. Dezember 1571), italienischer Dichter[4]
  - Lorenzo Strozzi (1561–1595)
  - Filippo Strozzi (1562–1609)
- Antonio Altoviti (9. Juli 1521–28. Dezember 1573), Erzbischof von Florenz und Gegner der Medici.[5]
- Giovanni Battista Altoviti († 19. Dezember 1590) ⚭ Clarice Ridolfi, er führte das Bankgeschäft des Vaters fort, das mit ihm ausstarb, da er ohne Erben verstarb.[6]